# Rio Corrente Grande
O rio Corrente Grande é um curso de água do estado de Minas Gerais que nasce no município de Sabinópolis e percorre cerca de 200 quilômetros até desaguar na margem esquerda do rio Doce na altura da Usina Hidrelétrica de Baguari. Por cortar regiões de bioma Mata Atlântica intensamente devastadas, sua bacia sofre com assoreamento, queimadas e com a desproteção de nascentes.
O rio possui um trecho de margens e reservas florestais protegidas graças ao Parque Estadual do Rio Corrente, localizado em Açucena, com área total de 5.065 hectares. Em seu curso, no município de Virginópolis, está sendo construída uma PCH denominada Fortuna II, com capacidade geradora de 9MW.
Em setembro de 2017, foi anunciado o projeto de uma estrutura alternativa de captação de água para a cidade de Governador Valadares, a ser construída nas proximidades da foz do rio Corrente Grande, com a intenção de abastecer até 67% dos consumidores.